# Вірменський костел (Городенка)
Вірменський костел у Городенці — культова споруда, найстаріша збережена будівля міста Городенки на Івано-Франківщині, яка збереглася до наших днів, пам'ятка вірменської архітектури. Споруджений у 1686–1706 роках.
Після отримання містом Городенка Магдебурзького права в 1668 році, сюди почали активно переселятися вірмени. Вони понад сто років займалися торгівлею в місті та околицях.
Символом присутності заможної вірменської громади в місті став побудований в 1706 році вірменський костел. Подвір’я храму було досить великим, на його території знаходився вірменський цвинтар. Храм та його подвір’я було обнесено високим муром, з красивими воротами. Храм ззовні досить аскетична і не особливо вишукана споруда.
Після пошкоджень в наслідок другої світової війни храм був закинутий, з того моменту по ночах жителі містечка стали чути з нього дивний спів. 

## Історія костелу
Суворий оборонний храм побудований на початку 18 століття коштом вірменської громади міста, яка на той час стала дуже впливовою і протягом першої половини наступного століття контролювала майже всю торгівлю в місті — після надання йому Магдебурзького права за сприяння сім'ї Потоцьких гербу Золота Пилява — дідичів, зокрема, Золотого Потоку, Бучача, Гологорів. Розташований поряд з Латеранською каплицею, яка не збереглася.
У 1779 році був дуже пограбований, не було навіть келиха для відправи меси.

## Опис
Товсті стіни, високо розташовані вікна, над вхідними дверима знаходиться балкон. Основний фасад храму підпертий потужними контрфорсами, що виступають у нижній частині стін на два метри. Зате внутрішнє оздоблення храму славилося пишнотою та багатством. В 1743 році власник міста Микола Потоцький надає єврейській общині привілеї в торгівлі й ремеслі. Єврейській громаді було виділене місце під будівництво синагоги і на цвинтар.
З середини XVIII століття євреї витіснили з торгівлі вірмен і посіли в цій сфері панівне становище. На 1775 рік у Городенці проживало вже 863 єврейські родини. Вірмени поступово почали залишати місто. В 1811 році у храмі було змонтовано орган. Під час комуністичного режиму костел слугував складом. Тепер костел зачинений, на вікнах решітки, стіни обшарпані, дах руйнується. Вірменський костел в Городенці є найстарішою архітектурною пам’яткою міста.

## Стан пам'ятки архітектури
Знаходиться по вулиці Крушельницького, біля місцевого парку. Стан костелу в цілому можна оцінити як закинутий. Проект побудови костелу — товсті стіни, високо розташовані вікна, строгі форми. Костел також має ряд оригінальних особливостей, потребує реставраційних робіт.

## Галерея

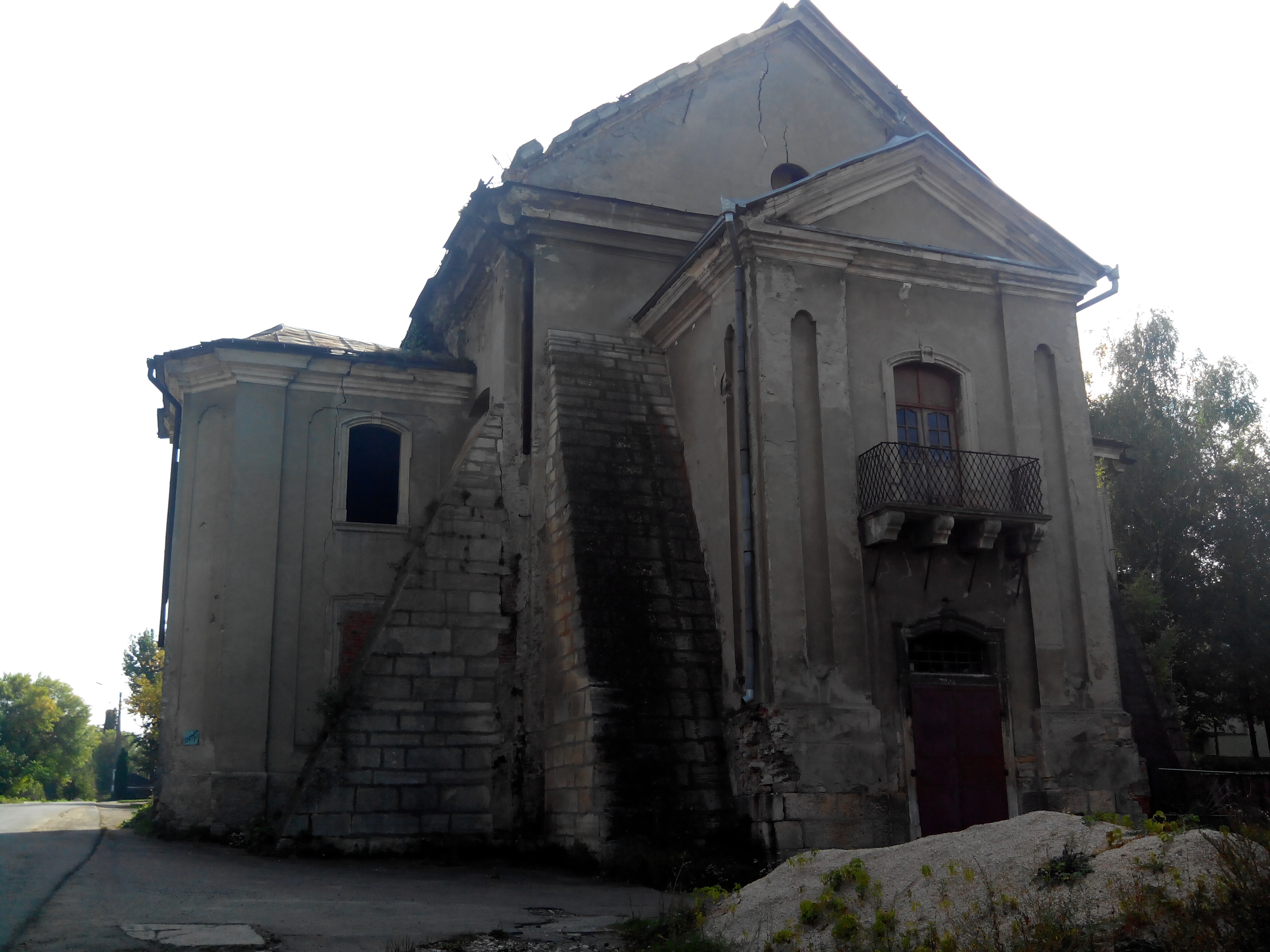
Вірменський костел в м.Городенка
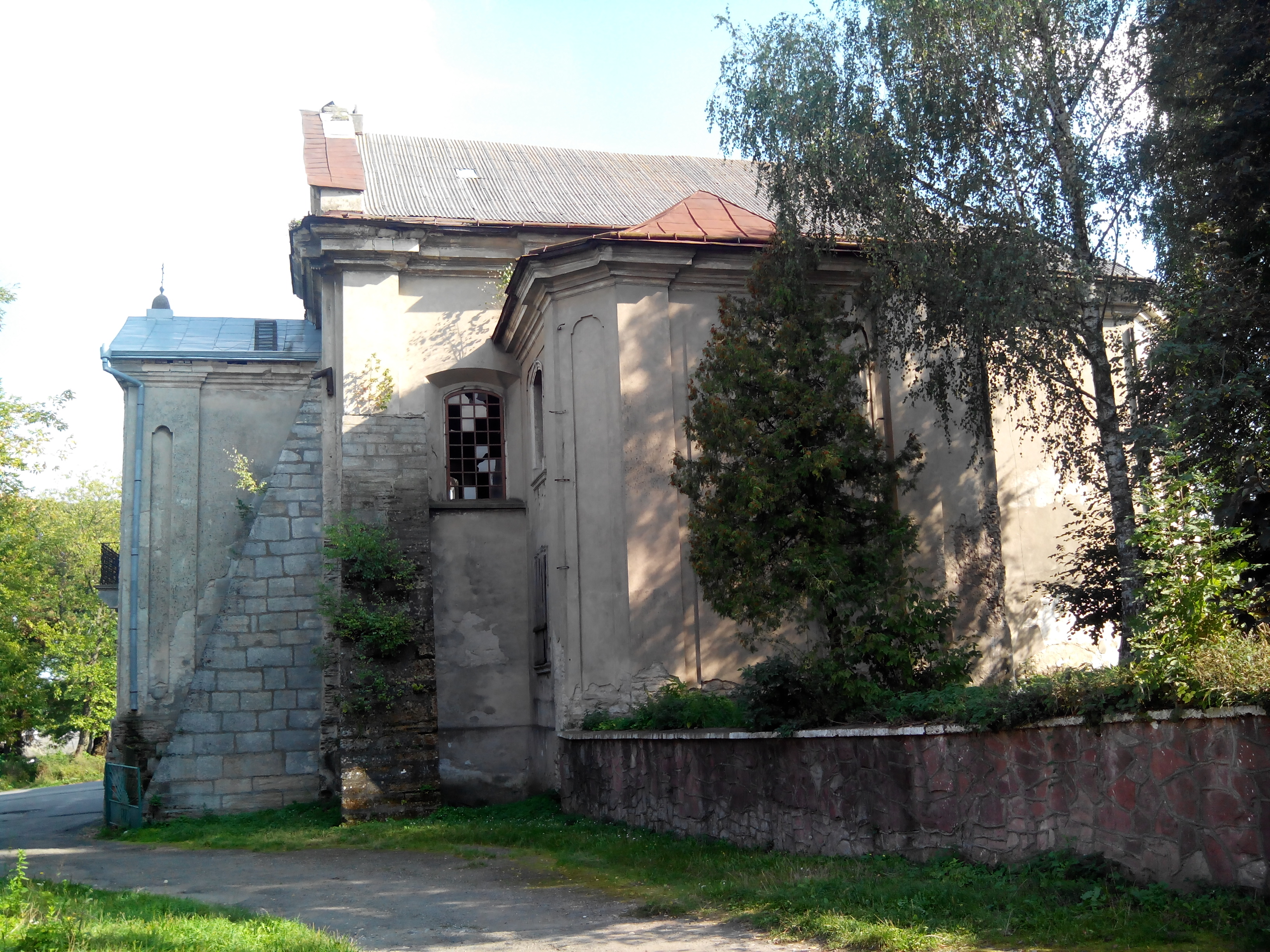
Вірменський костел в м.Городенка
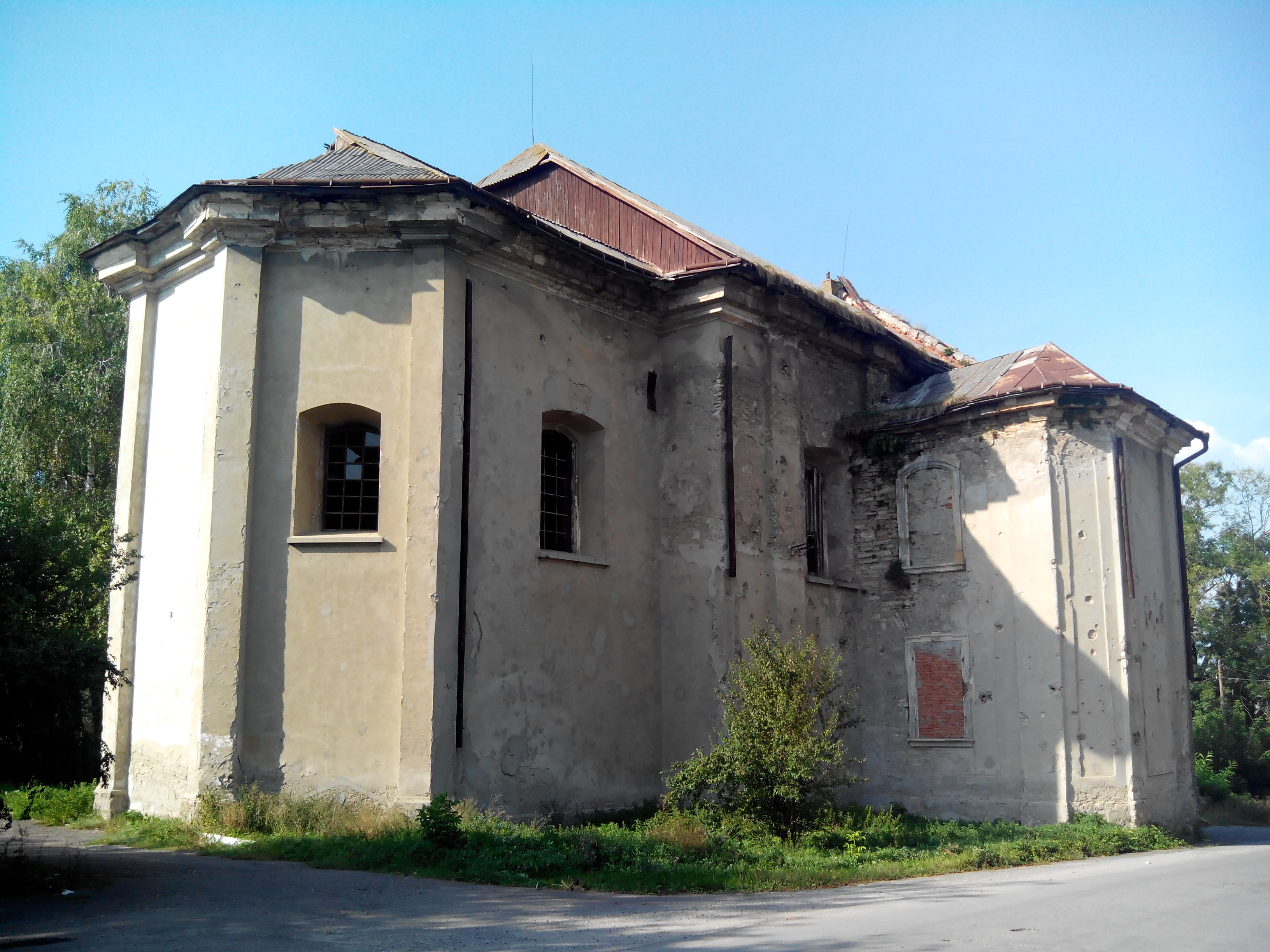
Вірменський костел в м.Городенка
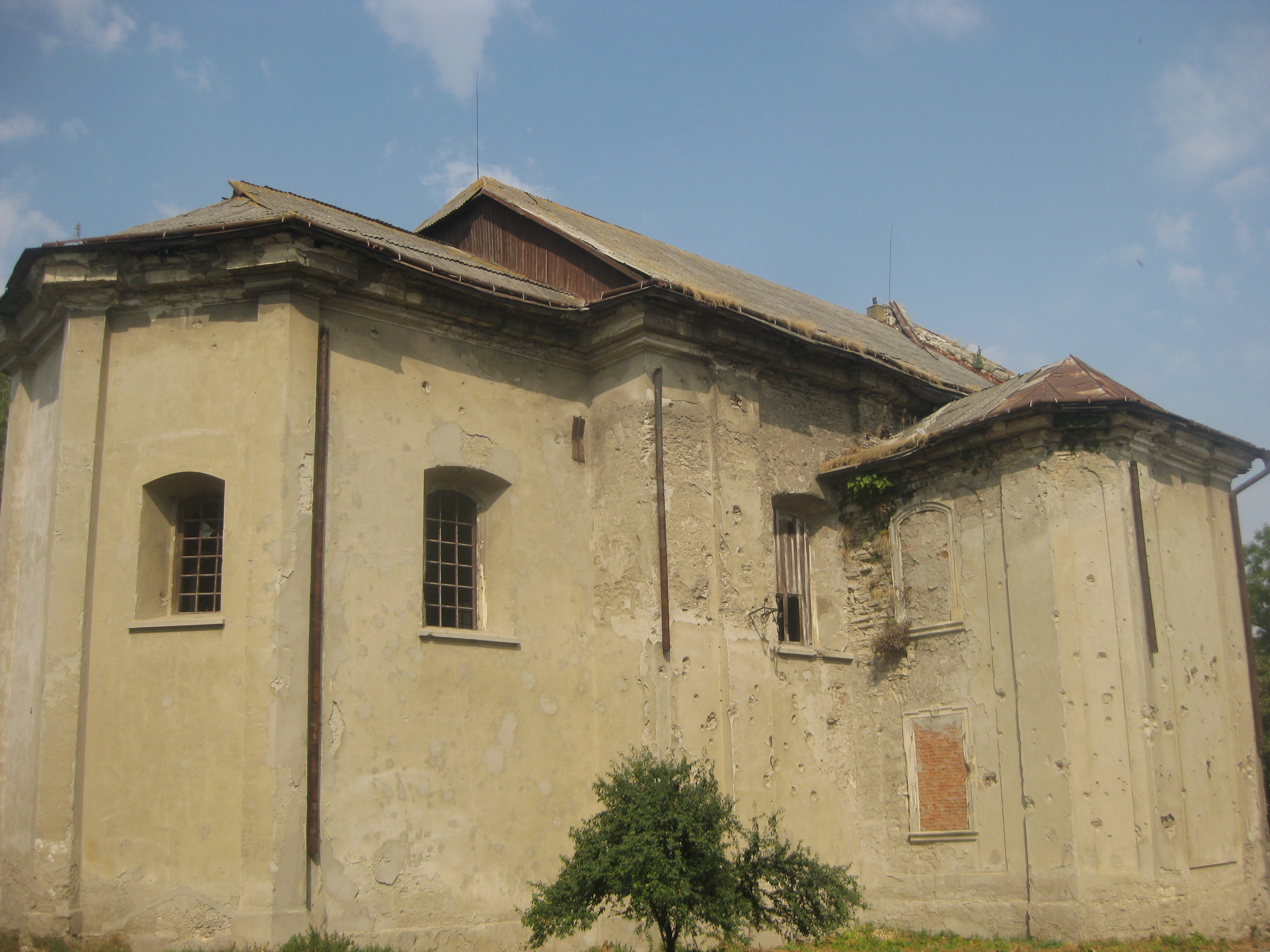
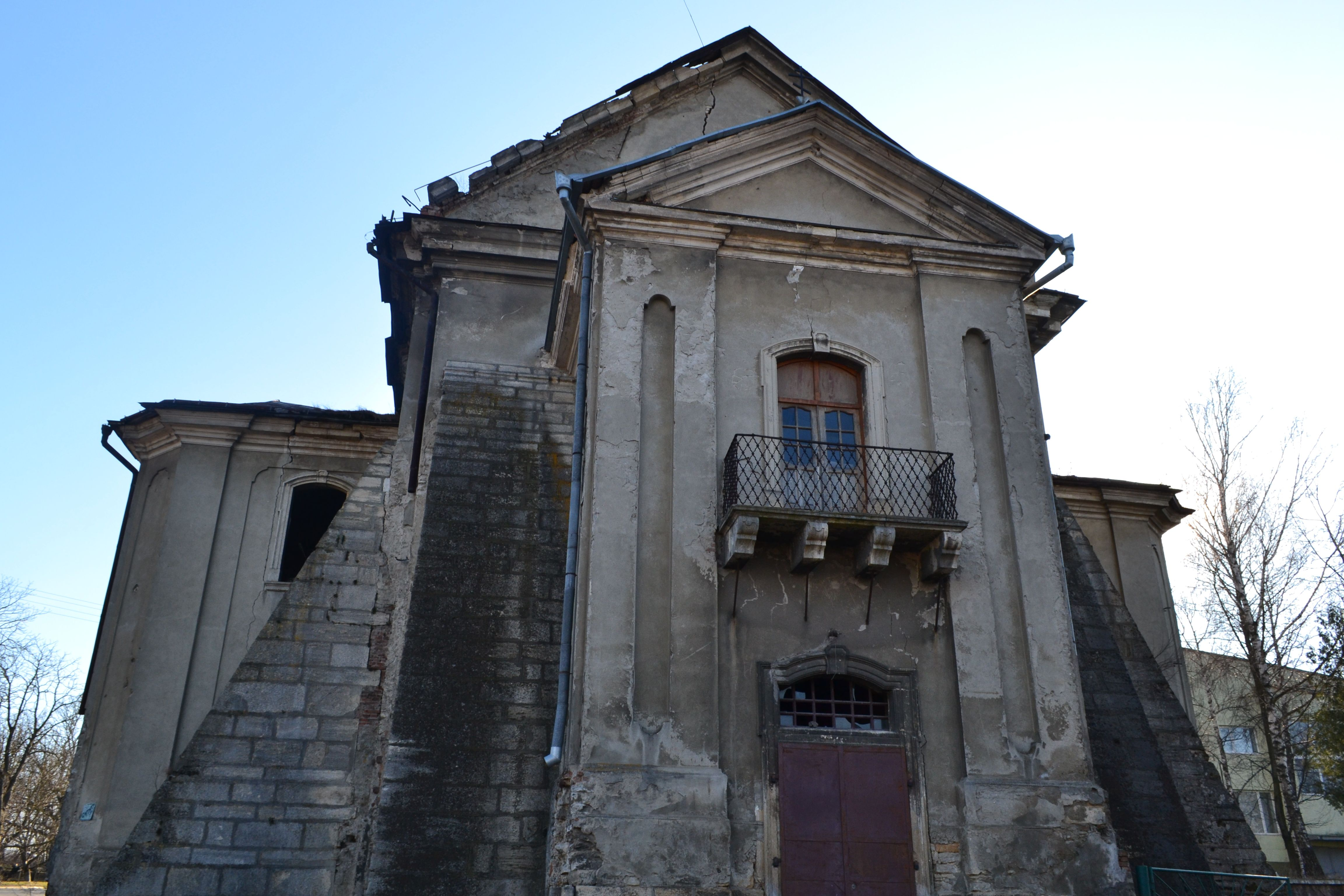
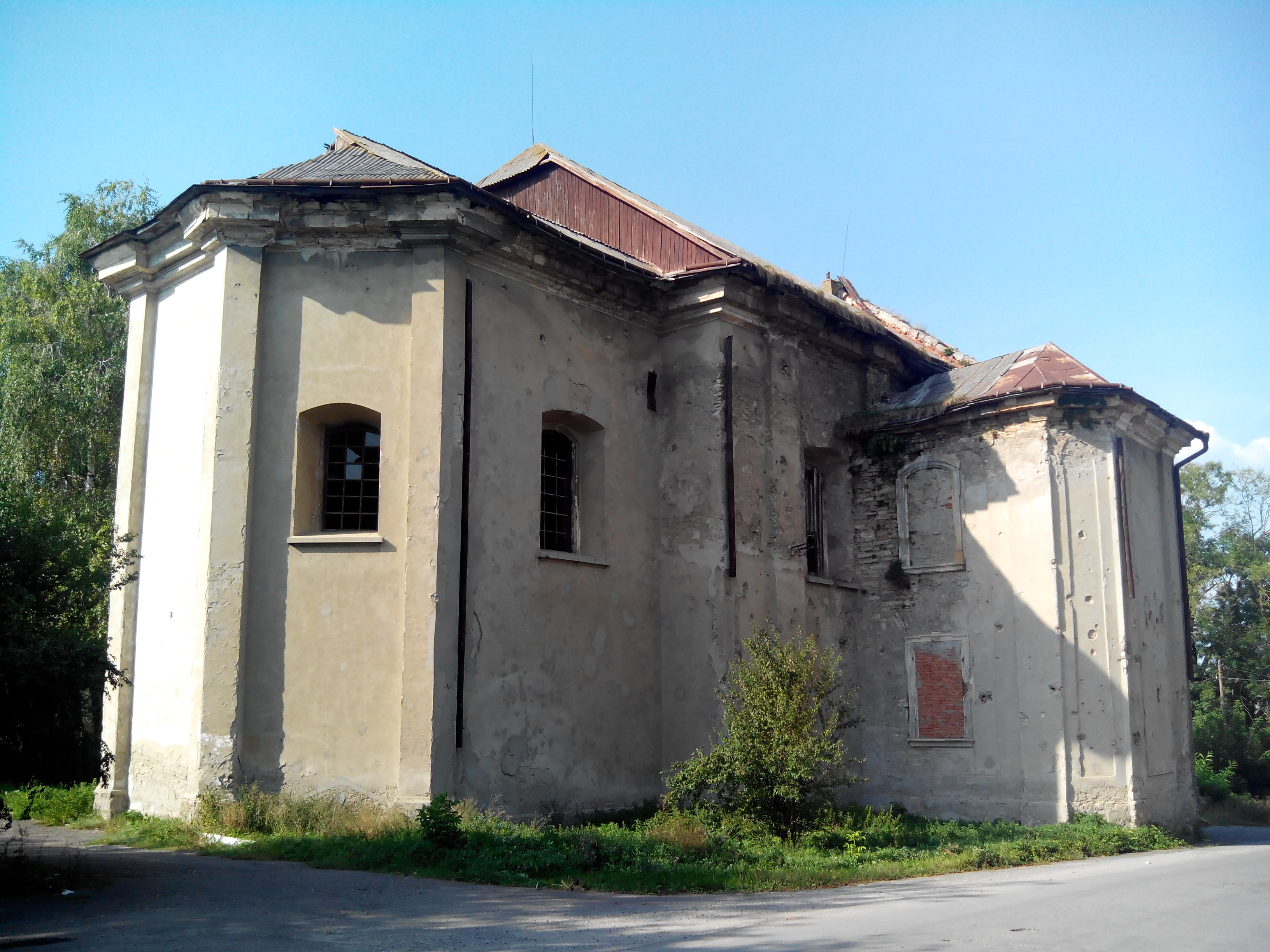
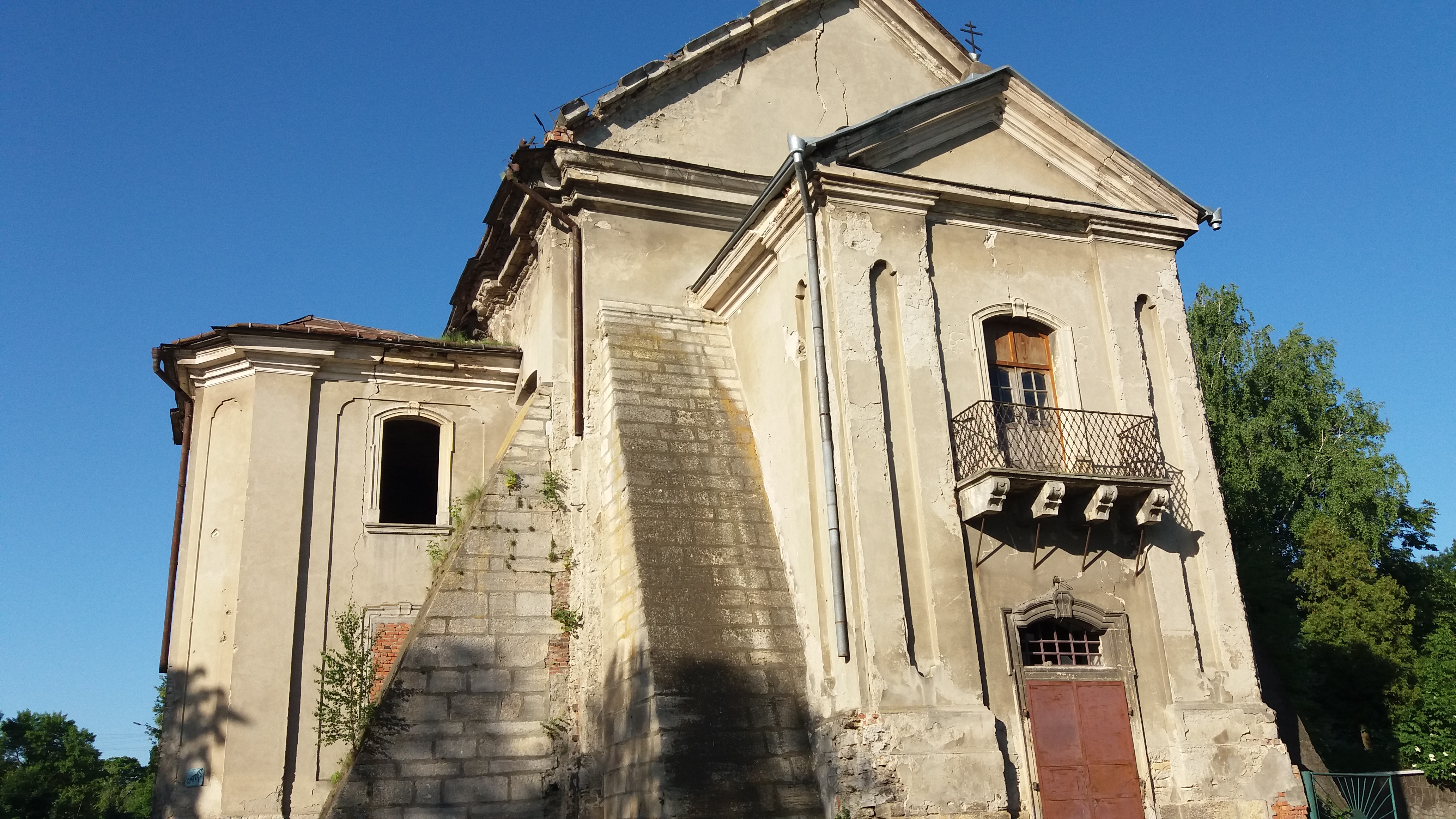